# Holt McCallany
Holt McCallany (New York, 3 september 1963), geboren als Holt Quinn McAloney, is een Amerikaans acteur.

## Biografie
McCallany is een zoon van zangeres/actrice Julie Wilson en acteur/filmproducent Michael McAloney. Deze was in Ierland geboren en wilde zijn kinderen een Ierse opvoeding geven. Zodoende stuurde hij zijn twee zonen naar familie in Dublin terwijl hij en zijn vrouw in Amerika bleven. Toen Holt vier jaar oud was scheidden zijn ouders en kwamen hij en zijn broer terug naar Amerika. Later werd hij naar zijn grootouders gestuurd in Omaha (Nebraska) waar hij een moeilijke jeugd had en werd weggestuurd van zijn school. Op veertienjarige leeftijd liep hij weg van huis en pakte de Greyhound bus naar Los Angeles om zijn droom te verwezenlijken om acteur te worden. Zijn ouders kwamen hem op het spoor en stuurden hem terug naar Ierland naar een kostschool in County Kildare. Toen hij deze school verliet ging hij naar Frankrijk om daar verder te studeren aan de Sorbonne en de Paris American Academy. Hierna ging hij terug naar Amerika om als acteur te beginnen.
McCallany begon met acteren in het theater, hij heeft meerdere rollen gespeeld op het toneel. Hij heeft eenmaal opgetreden op Broadway, in 1985 speelde hij in het toneelstuk Biloxi Blues als understudy voor de rol van Roy Selridge en Joseph Wykowski.
McCallany begon in 1987 met acteren op televisie in de film Creepshow 2. Hierna heeft hij nog meerdere rollen gespeeld in films en televisieseries zoals Casualties of War (1989), Alien³ (1992), Flirt (1995), The Peacemaker (1997), Men of Honor (2000), CSI: Miami (2003-2005), Alpha Dog (2006), A Perfect Getaway (2009) en The Gangster Squad (2012).
McCallany woont afwisselend in New York en Los Angeles. In zijn vrije tijd is hij bezig met vechtkunst.

## Filmografie

### Films
Selectie:
- 2025: Mission: Impossible – The Final Reckoning - als Bernstein
- 2023: The Iron Claw - als Fritz Von Erich
- 2021: Nightmare Alley - als Anderson
- 2021: Wrath of Man - als Bullet
- 2017: Justice League - als dief
- 2016: Jack Reacher: Never Go Back - als Kolonel Sam Morgan
- 2016: Sully - als Mike Cleary
- 2015: Blackhat - als Mark Jessup
- 2013: Gangster Squad – als Karl Lennox
- 2012: Bullet to the Head – als Hank Greely
- 2010: The Losers – als Wade
- 2009: A Perfect Getaway – als politie luitenant
- 2009: Stolen Lives – als Swede
- 2008: Vantage Point – als Ron Matthews
- 2006: Alpha Dog – als detective Tom Finnegan
- 2004: Against the Ropes – als Doug Doherty
- 2000: Men of Honor – als Dylan Rourke
- 1999: Three Kings – als kapitein Van Meter
- 1999: Fight Club – als de technicus
- 1997: The Peacemaker – als Mark Appleton
- 1995: Jade – als Bill Barrett
- 1995: Flirt – als barkeeper
- 1992: Alien³ – als Junior
- 1989: Casualties of War – als luitenant Kramer

### Televisieseries
Uitgezonderd eenmalige gastrollen.
- 2024 The Lincoln Lawyer - als Neil Bishop - 8 afl.
- 2022 - 2023 61st Street - als inspecteur Brannigan - 16 afl.
- 2017 - 2019 Mindhunter - als Bill Tench - 19 afl.
- 2014 - 2015 Blue Bloods - als Robert McCoy - 5 afl.
- 2013 Golden Boy - als rechercheur Joe Diaco - 13 afl.
- 2011 Lights Out – als Patrick Leary – 14 afl.
- 2007 – 2008 Law & Order: Criminal Intent – als rechercheur Patrick Copa – 2 afl.
- 2007 Heroes – als Ricky – 4 afl.
- 2003 – 2005 CSI: Miami – als rechercheur John Hagen – 11 afl.
- 2000 – 2001 Freedom – als Owen Decker – 12 afl.

### Computerspellen
- 2004 Fight Club – als technicus
- 2000 Star Wars: Demolition – als Wade Vox

- Bibliothèque nationale de France: cb142052611 (data)
- Gemeinsame Normdatei: 1061646270
- International Standard Name Identifier: 0000 0001 1459 8451
- Library of Congress Control Number: no2006099784
- Nationale Bibliotheek van Tsjechië: xx0272490
- Nationale Bibliotheek van Israël: 987007361298405171
- Virtual International Authority File: 12516611
- WorldCat: E39PBJp6chcjx9P4vvk7vvQQbd